# Can Sanfont (Vilanova del Vallès)
Can Sanfont és una masia del municipi de Vilanova del Vallès (Vallès Oriental) protegida com a bé cultural d'interès local.

## Descripció
És un edifici de planta rectangular. Consta de planta baixa, pis i golfes a la crugia central, potser era de planta basilical originàriament. Té dos portals adovellats, el de la dreta té un escut a la clau de l'arc. Les finestres del pis noble són de carreus i ampit. A la dreta hi ha una capella adossada de planta rectangular, amb portal allindanat i coberta a dos vessants i amb capcer de perfil sinuós, seguint un llenguatge arquitectònic de principis de segle xx.
La capella de Sant Antoni es troba adossada a la masia. És de planta rectangular i de capçal pla, de reduïdes dimensions i molt senzilla. Exteriorment només destaca el perfil sinuós en què és rematada la façana i un òcul, sense cap mena de decoració. La porta d'accés és molt ampla i de forma rectangular.

## Història
Les primeres notícies són del 14 de març de 1420 en què un tal Anton de Bramasanchs va instituir un benefici a l'església de la Verge Maria. L'any 1600 Mateu de Bramasanchs en va instituir un altre. En una nota de Mn. Casals es diu "capella de Bramasanchs. Aquesta capella està edificada adjunt a la casa de manso Safont. Havia estat propietat de la comunitat de Santa Maria del mar, però en el temps de la desamortització es diu que foren a temps de vendre-se-la. Actualment pertany a Fernando de Mira. L'any 1905 encara conserva retaule i quadres. El 1914 es va rehabilitar per iniciativa dels estiuejants.